# Гурфинкель, Виктор Семёнович
Ви́ктор Семёнович Гурфи́нкель (2 апреля 1922, Красные Окны, Одесская губерния — 24 января 2020, Орландо, Флорида, США) — советский, российский и американский физиолог, академик РАН (1994), доктор медицинских наук. Участник Великой Отечественной войны.

## Биография
Родился в местечке Красные Окны (впоследствии райцентре Красноокнянского района Молдавской АССР и Одесской области Украины) в семье врача.
В 1939 году поступил на 1-й курс Одесского медицинского института. В 1941 году после эвакуации института продолжил учебу во Фрунзе в Киргизском государственном медицинском институте.
По окончании института в феврале 1944 г. был призван в действующую армию на Карельский фронт, где в течение полугода был врачом отдельного батальона Ставки, затем — в Санитарном отделе 19-й Армии начальником отдела переливания крови (2-й Белорусский фронт). После войны был назначен начальником хирургического отделения эвакогоспиталя.
Область научных интересов: исследования в области биомеханики и механизмов регуляции движений человека, гемодинамики, физиологических основ протезирования. Труды по авиационной и космической медицине. В 1961 году защитил докторскую диссертацию, в 1967 г. утвержден в звании профессора по специальности «биофизика».
С 1950 года работал в лаборатории физиологии и патологии в должности ст. научного сотрудника. С 1953 г. по 1958 г. заведовал этой лабораторией, а в 1958 г. перешел в Институт экспериментальной биологии и медицины Сибирского Отделения АН СССР (г. Новосибирск). Затем на протяжении многих лет заведующий лабораторией нейробиологии моторного контроля Института проблем передачи информации имени А. А. Харкевича РАН.
Входил в редколлегии «Журнала высшей нервной деятельности им. И. П. Павлова» и журнала «Физиология человека».

## Научные направления
Стабилография

Гурфинкель является одним из пионеров современного этапа исследования движений. Заметный вклад внёс в развитие метода стабилометрии (стабилографии), создание первых стабилометрических платформ (стабилографов). 

Биомеханические устройства и протезы

В 1970 году за участие в создании протеза предплечья с биоэлектрическим управлением удостоен Государственной премии СССР, в 1994 г. был избран действительным членом РАН (академиком) по Отделению физиологии.

Механизмы управления позой в условиях микрогравитации

В 1981—1983 гг. под руководством В. С. Гурфинкеля проводились работы, связанные с проведением советско-французского эксперимента «Поза» на борту орбитальной станции «Салют-7».
Дыхание и кровообращение

С 2004 года работал в Орегонском университете здоровья и биологии (США).

## Основные работы
Автор трёх монографий и более 300 научных публикаций в области физиологии, биофизики и робототехники.
- Гурфинкель В. С., Коц Я. М., Шик М. Л. Регуляция позы человека, М.: Наука, 1965. 256 с.
- Биоэлектрическое управление. М., 1972 (в соавт.);
- Скелетная мышца: структура и функция. М., 1985 (совм. с Ю. С. Левиным).

## Награды и премии
- Государственная премия СССР (1970). Орден Отечественной войны II степени, орден «Знак Почёта».[3]
- Медали «За оборону Советского Заполярья» (1944 г.), «За боевые заслуги» (1945 г.), «За Победу над Германией» (1945 г.).
- Премии Роберта С. Доу (США), фонда А. Гумбольдта (Германия).